# Polyangium cellulosum
Polyangium cellulosum (noto anche come Sorangium cellulosum) è un batterio gram-negativo dell'ordine myxococcales. Presenta una grande motilità ed un genoma insolitamente grande (oltre 12 milioni di paia di basi). Nel 1987 fu isolato da quest'organismo l'epotilone, agente stabilizzante i microtubuli e  chemioterapico.